# Selección de fútbol sala de Zambia
La Selección de fútbol sala de Zambia es el equipo que representa al país en la Copa Mundial de fútbol sala de la FIFA, en el Campeonato Africano de Futsal y en otros torneos de la especialidad; y es controlado por la Asociación de Fútbol de Zambia.

## Estadísticas

### Copa Mundial de Futsal FIFA
| Copa Mundial de fútbol sala de la FIFA | Copa Mundial de fútbol sala de la FIFA | Copa Mundial de fútbol sala de la FIFA | Copa Mundial de fútbol sala de la FIFA | Copa Mundial de fútbol sala de la FIFA | Copa Mundial de fútbol sala de la FIFA | Copa Mundial de fútbol sala de la FIFA | Copa Mundial de fútbol sala de la FIFA |
| Año                                    | Ronda                                  | J                                      | G                                      | E                                      | P                                      | GF                                     | GC                                     |
| -------------------------------------- | -------------------------------------- | -------------------------------------- | -------------------------------------- | -------------------------------------- | -------------------------------------- | -------------------------------------- | -------------------------------------- |
| 1989 - 2004                            | No participó                           | No participó                           | No participó                           | No participó                           | No participó                           | No participó                           | No participó                           |
| 2008                                   | No clasificó                           | No clasificó                           | No clasificó                           | No clasificó                           | No clasificó                           | No clasificó                           | No clasificó                           |
| 2012                                   | No clasificó                           | No clasificó                           | No clasificó                           | No clasificó                           | No clasificó                           | No clasificó                           | No clasificó                           |
| 2016                                   | No clasificó                           | No clasificó                           | No clasificó                           | No clasificó                           | No clasificó                           | No clasificó                           | No clasificó                           |
| 2021                                   | No clasificó                           | No clasificó                           | No clasificó                           | No clasificó                           | No clasificó                           | No clasificó                           | No clasificó                           |
| 2024                                   | No clasificó                           | No clasificó                           | No clasificó                           | No clasificó                           | No clasificó                           | No clasificó                           | No clasificó                           |
| Total                                  | 0/10                                   | -                                      | -                                      | -                                      | -                                      | -                                      | -                                      |

### Campeonato Africano de Futsal
| Campeonato Africano de Futsal | Campeonato Africano de Futsal | Campeonato Africano de Futsal | Campeonato Africano de Futsal | Campeonato Africano de Futsal | Campeonato Africano de Futsal | Campeonato Africano de Futsal | Campeonato Africano de Futsal |
| Año                           | Ronda                         | J                             | G                             | E                             | P                             | GF                            | GC                            |
| ----------------------------- | ----------------------------- | ----------------------------- | ----------------------------- | ----------------------------- | ----------------------------- | ----------------------------- | ----------------------------- |
| 1996 - 2004                   | No participó                  | No participó                  | No participó                  | No participó                  | No participó                  | No participó                  | No participó                  |
| 2008                          | Fase de grupos                | 4                             | 1                             | 0                             | 3                             | 15                            | 28                            |
| 2016                          | Cuarto lugar                  | 5                             | 1                             | 2                             | 2                             | 17                            | 19                            |
| 2020                          | No clasificó                  | No clasificó                  | No clasificó                  | No clasificó                  | No clasificó                  | No clasificó                  | No clasificó                  |
| 2024                          | Fase de grupos                | 3                             | 1                             | 0                             | 2                             | 10                            | 23                            |
| Total                         | 3/6                           | 12                            | 3                             | 2                             | 7                             | 42                            | 70                            |

### Grand Prix
| Grand Prix de Futsal Record | Grand Prix de Futsal Record | Grand Prix de Futsal Record | Grand Prix de Futsal Record | Grand Prix de Futsal Record | Grand Prix de Futsal Record | Grand Prix de Futsal Record | Grand Prix de Futsal Record | Grand Prix de Futsal Record |
| Año                         | Ronda                       | J                           | G                           | E                           | P                           | GF                          | GC                          | DIF                         |
| --------------------------- | --------------------------- | --------------------------- | --------------------------- | --------------------------- | --------------------------- | --------------------------- | --------------------------- | --------------------------- |
| 2005                        | No participó                | No participó                | No participó                | No participó                | No participó                | No participó                | No participó                | No participó                |
| 2006                        | No participó                | No participó                | No participó                | No participó                | No participó                | No participó                | No participó                | No participó                |
| 2007                        | No participó                | No participó                | No participó                | No participó                | No participó                | No participó                | No participó                | No participó                |
| 2008                        | No participó                | No participó                | No participó                | No participó                | No participó                | No participó                | No participó                | No participó                |
| 2009                        | No participó                | No participó                | No participó                | No participó                | No participó                | No participó                | No participó                | No participó                |
| 2010                        | 15º Lugar                   | 6                           | 1                           | 0                           | 5                           | 9                           | 27                          | -18                         |
| 2011                        | 14º Lugar                   | 6                           | 1                           | 0                           | 5                           | 14                          | 39                          | -25                         |
| 2013                        | No participó                | No participó                | No participó                | No participó                | No participó                | No participó                | No participó                | No participó                |
| 2014                        | No participó                | No participó                | No participó                | No participó                | No participó                | No participó                | No participó                | No participó                |
| 2015                        | 8º Lugar                    | 4                           | 1                           | 0                           | 3                           | 10                          | 25                          | -15                         |
| 2016                        | Por disputarse              | Por disputarse              | Por disputarse              | Por disputarse              | Por disputarse              | Por disputarse              | Por disputarse              | Por disputarse              |
| Total                       | 3/11                        | 16                          | 3                           | 0                           | 13                          | 33                          | 91                          | –58                         |